# 7 tháng 12
Ngày 7 tháng 12 là ngày thứ 341 (342 trong năm nhuận) trong lịch Gregory. Còn 24 ngày trong năm.

## Sự kiện
- 43 TCN – Cicero, được coi là một trong những nhà diễn thuyết vĩ đại của Đế quốc La Mã, bị ám sát do chống đối Marcus Antonius.
- 1776 – Gilbert du Motier de La Fayette gia nhập vào quân đội Hoa Kỳ với quân hàm cấp tướng.
- 1787 – Delaware nhất trí thông qua Hiến pháp Hoa Kỳ để trở thành tiểu bang đầu tiên hai năm sau.
- 1815 – Thống chế Pháp Michel Ney bị xử bắn gần Vườn Luxembourg ở Paris vì ủng hộ Napoléon Bonaparte.
- 1917 – Chiến tranh thế giới thứ nhất: Hoa Kỳ tuyên chiến với Đế quốc Áo–Hung.
- 1941 – Chiến tranh thế giới thứ hai: Hải quân Đế quốc Nhật Bản tấn công bất ngờ vào Trân Châu Cảng tại Hawaii nhằm mục đích ngăn trở Hạm đội Thái Bình Dương Hoa Kỳ can thiệp đến cuộc chiến mà Nhật Bản đang hoạch định nhằm xâm chiếm ở Đông Nam Á.
- 1949 – Nội chiến Trung Quốc: Chính phủ Trung Hoa Dân Quốc di dời từ Nam Kinh đến Đài Bắc trên đảo Đài Loan.
- 1965 – Ly giáo Đông–Tây: Thượng phụ Athenagoras I thành Constantinopolis và Giáo hoàng Phaolô VI phát tuyên ngôn chung và hóa giải các việc rút phép thông công lẫn nhau năm 1054 giữa Công giáo La Mã và Chính Thống giáo Đông phương.
- 1970 – Tổng tuyển cử đầu tiên diễn ra ở Pakistan từ khi quốc gia này giành độc lập.
- 1972 – Các phi hành gia trên phi thuyền Apollo 17 chụp "Viên bi xanh", hình rõ đầu tiên chụp mặt sáng của Trái Đất, trên đường tới Mặt Trăng.
- 1975 – Indonesia đưa quân vào Đông Timor.
- 1995 – Tàu vũ trụ Galileo đến Sao Mộc, hơn 6 năm sau khi được phóng bởi Tàu con thoi Atlantis trong Sứ mệnh STS-34.
- 2003 – Đảng Bảo thủ (Canada) được công nhận chính thức.
- 2024 - Chính quyền của Tổng Thống Bashar al-Assad sụp đổ ở Syria

## Sinh
- 521 – Columba, nhà truyền giáo, mục sư người Ireland, được phong thánh (m. 597)
- 1258 – Trần Nhân Tông, hoàng đế thứ ba của triều Trần tại Việt Nam, tức 11 tháng 11 năm Mậu Ngọ (m. 1308)
- 1598 – Gian Lorenzo Bernini, nhà điêu khắc và họa sĩ người Ý (m. 1680)
- 1786 – Maria Walewska, tiểu thư người Ba Lan, nhân tình của Napoléon Bonaparte (m. 1817)
- 1810 – Theodor Schwann, nhà sinh lý học người Đức (m. 1882)
- 1823 – Leopold Kronecker, nhà toán học người Đức (m. 1891)
- 1860 – Joseph Cook, Thủ tướng Úc thứ 6 (m. 1947)
- 1889 – Gabriel Marcel, triết gia người Pháp (m. 1973)
- 1905 – Gerard Kuiper, nhà thiên văn học người Mỹ gốc Hà Lan (m. 1973)
- 1908 – Sơn Ngọc Thành, chính trị gia người Khmer sinh tại Việt Nam, Thủ tướng Campuchia (m. 1977)
- 1918 – Nguyễn Văn Là, Trung tướng Quân lực Việt Nam Cộng hòa (m. 1990)
- 1928 – Noam Chomsky, nhà ngôn ngữ học, triết gia người Mỹ
- 1935 – Armando Manzanero, ca sĩ Mexico (m. 2020)
- 1948 – Nguyễn Duy, nhà thơ người Việt Nam
- 1954 – Mary Fallin, chính trị gia người Mỹ
- 1960 – Abdellatif Kechiche, diễn viên, đạo diễn và biên kịch người Pháp gốc Tunisi
- 1979 – Sara Bareilles, ca sĩ–người viết ca khúc, người chơi dương cầm người Mỹ
- 1980 – 
  - Clemens Fritz, cầu thủ bóng đá người Đức
  - John Terry, cầu thủ bóng đá người Anh
- 1985 – Dean Ambrose,vận động viên đô vật chuyên nghiệp
- 1988 – Min, ca sĩ, vũ công người Việt Nam
- 1989 - Hoàng Phi, diễn viên, dẫn chương trình người Việt Nam
- 1994 – Yuzuru Hanyu, vận động viên trượt băng nghệ thuật người Nhật. Huy chương vàng Olympic, đương kim vô địch thế giới.
- 2003 – Catharina–Amalia, Công chúa xứ Orange, thành viên vương thất Hà Lan.

## Mất
- 43 TCN – Cicero, chính trị gia và triết gia La Mã (s. 106 TCN)
- 283 – Giáo hoàng Êutykianô
- 983 – Otto II, hoàng đế Đế quốc La Mã Thần thánh (s. 955)
- 1254 – Giáo hoàng Innocens IV (Innôcentê IV) (s. 1195)
- 1370 - Dương Nhật Lễ, vua Việt Nam (s. 1349)
- 1815 – Michel Ney, sĩ quan quân đội người Pháp (s. 1769)
- 1879 – Jón Sigurðsson, thủ lĩnh phong trào độc lập Iceland (s. 1811)
- 1889 – Gustav Friedrich von Beyer, tướng lĩnh người Đức (s. 1812)
- 1891 – William John Macleay, nhà động vật học người Scotland–Úc (s. 1820).
- 1894 – Ferdinand de Lesseps, nhà ngoại giao, chủ doanh nghiệp người Pháp, đồng phát triển kênh đào Suez (s. 1805)
- 1906 – Élie Ducommun, nhà báo, giải thưởng Nobel hòa bình Thụy Sĩ (s. 1833)
- 1917 – Maximilian Vogel von Falckenstein, tướng lĩnh người Đức (s. 1839)
- 1948 – William Charles Cadman, nhà truyền giáo người Anh (s. 1883)
- 1985 – Robert Graves, tác gia người Anh (s. 1895)
- 1993 – Wolfgang Paul, nhà vật lý học người Đức, đoạt giải thưởng Nobel (s. 1913)
- 1998 – Martin Rodbell, nhà hóa sinh người Mỹ, đoạt giải thưởng Nobel (s. 1925)
- 2004 – Jay Van Andel, doanh nhân người Mỹ, đồng sáng lập Amway (s. 1924)

## Những ngày lễ và kỷ niệm
- Ngày Hàng không Dân dụng Quốc tế
- Ngày Sinh viên tại Iran
- Ngày Anh hùng quốc gia tại Đông Timor.